# Juli Enric de Saxònia-Lauenburg
Juli Enric de Saxònia-Lauenburg, en alemany Julius Heinrich von Sachsen-Lauenburg (Wolfenbüttel, Alemanya, 9 d'abril de 1586 — Praga, 20 de novembre de 1665). Va ser un noble i diplomàtic alemany, fill del duc Francesc II (1547-1619) i de la seva segona dona la princesa Maria de Brunsvic-Wolfenbuttel (1566-1626).
Va estudiar a la Universitat de Tubinga, i inicialment va posar-se al servei del rei Gustau II Adolf de Suècia. Ja al servei de l'èxèrcit imperial com a mariscal de camp, va participar en l'anomenada guerra de Gradisca contra la República de Venècia, i més tard en la batalla de la Muntanya Blanca. Va exercir de camarlenc de l'emperador Ferran II i va ser enviat com a ambaixador davant del rei Cristià IV de Dinamarca.
El 1623 l'emperador li atorgà el senyoriu de Schlackenwerth, que havia estat requisat a la família de Schlick caiguda en desgràcia després de participar en la insurrecció derrotada a la Muntanya Blanca, on participà Juli Enric. Allí s'hi va fer construir l'anomenat Palau Blanc al costat de l'antic palau dels Schlick, que Juli Enric convertí en la seva residència.
El 1629, Juli Enric va rebre el comandament suprem de les tropes imperials a Polònia i com a tal va negociar una pau amb l'elector de Saxònia Joan Jordi I. Juli Enric era considerat un amic molt proper a Albrecht von Wallenstein. De manera que els enfrontaments d'aquest amb l'emperador, van acabar amb la mort de Wallenstein i l'empresonament dels seus amic a Viena, entre els quals hi havia Juli Enric. Després de la Pau de Praga, el 1635 Ferran II l'alliberà de la presó, i encara va complir diverses missions diplomàtiques el 1637 en nom del nou emperador  Ferran III.
El 1656 va succeir el seu germanastre August com a duc de Saxònia-Lauenburg, càrrec que ocupà fins a la seva mort. Com a governant va confirmar els privilegis existents de la noblesa, va procurar preservar els seus dominis de les influències econòmiques dels estats veïns com dels de la ciutat d'Hamburg i de Lübeck, amb els quals va tenir diverses disputes territorials. Va comprar el castell de Hauenstein (Bohèmia) de la família Schlick, i més tard el senyoriu de Ploschkowitz.

## Matrimoni i fills
El primer casament de Juli Enric va ser a Grabow el 7 de març de 1617 amb la comtessa Anna de Frísia (1562-1621), filla d'Edzard II d'Ostfriesland, molt més gran que no pas ell, i amb qui no va tenir fills. El 28 de febrer de 1628 es va casar a Theusing amb Elisabet Sofia Brandenburg (1589-1629), filla de l'elector de Brandenburg Joan Jordi (1525-1598). El matrimoni va tenir un fill:
- Francesc Erdmann (1629-1666, casat amb Sibil·la Hedwig de Saxònia-Lauenburg (1625-1703).

Juli Enric es casà per tercera vegada a Viena el 18 d'agost de 1632 amb Anna Magdalena de Lobkowicz (1606-1668), filla del baró Guillem de Lobkowicz (1583-1647) i de Benigna de Lobkowicz (1594-1653). D'aquest tercer matrimoni en nasqueren:
- Juli Enric (1633-1634)
- Francesca, nascuda i morta el 1634.
- Maria Benigna (1635-1701), casada amb Octavi Piccolomini.
- Francesc Guillem, nascut i mort el 1639.
- Francesca Elisabet, nascuda i mort el 1640.
- Juli Francesc (1641-1689), casat amb Maria Hedwig de Sulzbach (1650-1681).